# Trachyphyllum gastrodes
Trachyphyllum gastrodes är en bladmossart som beskrevs av Gepp in Hiern 1901. Trachyphyllum gastrodes ingår i släktet Trachyphyllum och familjen Entodontaceae. Inga underarter finns listade i Catalogue of Life.